# Lefèvre-Utile
Lefèvre-Utile, beter bekend als LU, is een biscuitproducent uit Frankrijk. De naam LU is samengesteld uit de beginletters van de Franse namen Lefèvre en Utile, het Franse echtpaar dat tot 1887 koekjes van het merk LU verkocht.

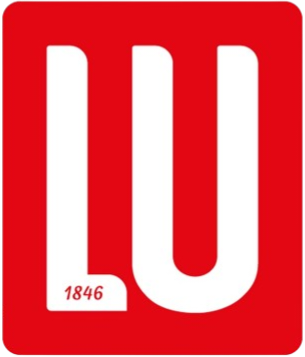
Huidige logo van LU

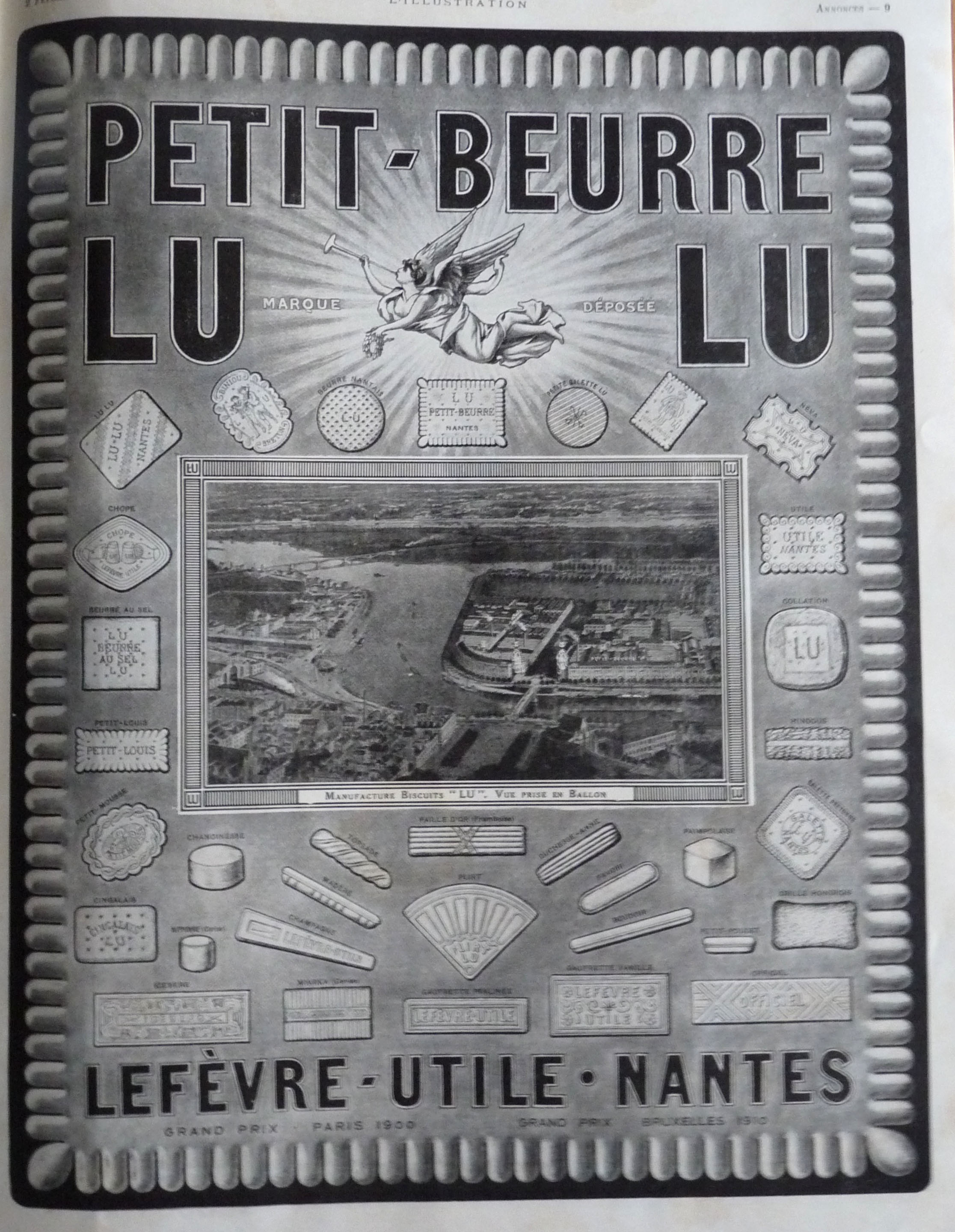
Reclame voor Petit Beurre in het jaar 1924

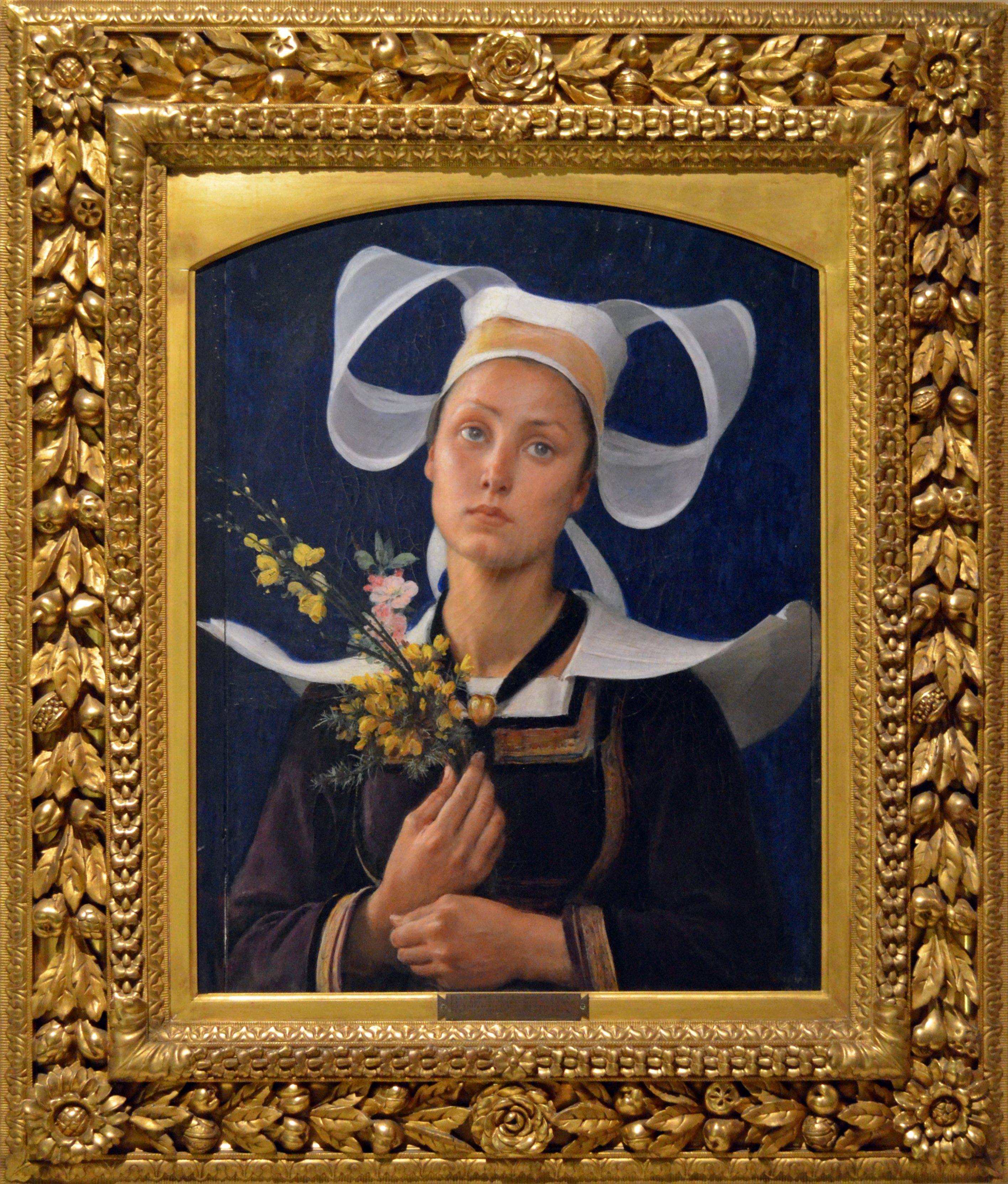
La Bretonne, geschilderd door Hippolyte Berteaux in opdracht van Lefèvre-Utile

Het bedrijf is eigenaar van merknamen van verschillende afkomst; het merk Liga is net als de krakelingen en Arnhemse meisjes van Nederlandse oorsprong terwijl de merken De Beukelaer en Parein Belgisch zijn. LU maakt verder koeken onder de naam Petit Beurre, TUC, Cracottes, Bastogne en Prince.
De hoofdzetel voor LU in de Benelux is in België te Herentals. In Breda bevindt zich de sales- en marketingafdeling voor Nederland.

## Geschiedenis
In Frankrijk woonde in het midden van de 19e eeuw het echtpaar Lefèvre-Utile, dat in Nantes bekendstond om hun wafels en biscuitjes. In 1883 startte zoon Louis met een banketatelier en in 1887 een biscuitfabriek. Hij ging ook buiten Nantes verkopen, zo groeide de bekendheid van de LU. Het bedrijf had een paviljoen op de Wereldtentoonstelling in Parijs in 1900, waardoor ook het buitenland kennismaakte met de koekjes.
Op 30 november 2007 is LU overgenomen door Kraft van de vorige eigenaar, de groep Danone.  Sinds de opsplitsing van Kraft in 2012 behoort LU tot Mondelēz International.

## Bekende merken
- Betterfood en Vitabis voor baby's en peuters
- Chamonix
- Evergreen van Liga
- Galette
- het Scholiertje
- Krakelingen en Arnhemse meisjes
- Louisiana
- Mikado
- Millefeuilles
- Neva
- Pankywafels en Café noir van het merk Victoria
- PiM's
- Prince Fourré, Granola, Chocoprince, Choco-as en Daisy Glace van De Beukelaer
- TUC en Bastogne van het merk Parein
- Cha-Cha
- Cent Wafers

## Sponsor van Fortuna Sittard
Vanaf 1980 startte LU met de sponsoring van de voetbalclub Fortuna Sittard. Het was niet meteen voor iedereen duidelijk waar de naam LU voor stond. Aan het begin van de shirtsponsoring dachten sommige mensen dat 'LU' de afkorting was van 'Limburgse Universiteit'.